# 화개살
화개살(華蓋煞)은 점술이나 사주에서 '자신의 재능이나 명성 등이 덮여버리는 운명을 가진 살(煞)'을 의미하는 용어로, 화개(華蓋)라고도 한다. 마음의 번뇌와 고독을 느껴 내면의 사색을 추구하고, 종교나 철학 등에 심취하는 경향이 있다. 과거에는 승려나 비구니 등의 기피 직업에 종사하게 되는 경우가 많아 부정적인 것으로 여겨졌으나, 현대에는 뛰어난 창의성으로 예술이나 예능에 소질을 보이며 예술가 또는 연예인 등의 직업에서 능력을 발휘하기 적합한 것으로 해석된다.
또한 '봉인된 창고'와 같이 자신의 재능이 감추어진 삶을 살게 되며, 이를 알아보고 창고를 개방해줄 인연을 만나면 재능을 펼치게 되어 대성하지만, 그렇지 못하면 생전에 재능을 인정받지 못하다 사후에서야 빛을 보는 등, 인복에 따라 길흉이 크게 달라지는 특징을 가진다.

## 보는 법
| 지지 | 子 | 丑 | 寅 | 卯 | 辰 | 巳 | 午 | 未 | 申 | 酉 | 戌 | 亥 |
| ---- | -- | -- | -- | -- | -- | -- | -- | -- | -- | -- | -- | -- |
| 화개 | 辰 | 丑 | 戌 | 未 | 辰 | 丑 | 戌 | 未 | 辰 | 丑 | 戌 | 未 |

화개살인지 보는 법은 생년(生年)이나 생일(生日)의 십이지를 따져 어떤 사주가 해당되는지 확인하는 방식이다.
- 신년(申年)·자년(子年)·진년(辰年) 또는 신일(申日)·자일(子日)·진일(辰日)에 태어난 사람은 진(辰)이 든 사주가 화개살이다.
- 인년(寅年)·오년(午年)·술년(戌年) 또는 인일(寅日)·오일(午日)·술일(戌日)에 태어난 사람은 술(戌)이 든 사주가 화개살이다.
- 사년(巳年)·유년(酉年)·축년(丑年) 또는 사일(巳日)·유일(酉日)·축일(丑日)에 태어난 사람은 축(丑)이 든 사주가 화개살이다.
- 해년(亥年)·묘년(卯年)·미년(未年) 또는 해일(亥日)·묘일(卯日)·미일(未日)에 태어난 사람은 미(未)가 든 사주가 화개살이다.